# Attelabus chalybaeus
Attelabus chalybaeus is een keversoort uit de familie bladrolkevers (Attelabidae). De wetenschappelijke naam van de soort werd in 1898 gepubliceerd door K. Daniel & J. Daniel.